# Linda Godby
Linda Marie Godby (17 ottobre 1968) è un'ex cestista statunitense, professionista nella ABL.

## Carriera
Con gli Stati Uniti ha disputato i Campionati americani del 1993.